# Radomerje
Radomerje je naselje v Občini Ljutomer.